# ANZAC XV
ANZAC XV（アンザック・フィフティーン）は、オーストラリア代表およびニュージーランド代表の資格を持つ選手で構成された、ラグビーユニオンの混合チームである。

## 概要
ANZACの語源は、第一次世界大戦の際にオーストラリアおよびニュージーランド出身の志願兵により組織されたオーストラリア・ニュージーランド軍団（Australian and New Zealand Army Corps）である。 

## 歴史
1989年6月1日に、オーストラリア遠征中のブリティッシュ・アンド・アイリッシュ・ライオンズと対戦した。結果的に、ANZAC XVに参加したニュージーランドの選手は3名のみとなった。15-19でANZAC XVが敗れた。

2025年、36年ぶりにANZAC XVが編成され、オーストラリア遠征のブリティッシュ・アンド・アイリッシュ・ライオンズと同年7月12日に対戦する。チーム名称は「Invitational Australia & New Zealand（インビテーショナルAU & NZ）」となる。ヘッドコーチは、オーストラリア代表の次期HCで現レッズHCのレス・キス（Les Kiss）。